# Intoxication aux organophosphorés
 Mise en garde médicale
Beaucoup d’organophosphorés sont de puissants agents neurotoxiques qui agissent en inhibant l'action de l’acétylcholinestérase dans les cellules nerveuses. Ils représentent une des causes les plus fréquentes d'empoisonnement dans le monde entier et sont souvent utilisés intentionnellement à des fins de suicide dans les régions agricoles.

## Quelques exemples de pesticides ou gaz lacrymogènes ou de combat organophosphorés
- Insecticides : malathion, parathion, diazinon, fenthion, dichlorvos, chlorpyriphos, éthion, echothiophate, isoflurophate
- Antihelmintiques : trichlorfon
- Herbicides : le tribufos et le merphos sont des tricrésyl phosphates contenus dans des produits chimiques industriels.
- Gaz neurotoxiques : soman, sarin, tabun, VX

## Effets

### Effets environnementaux avérés ou potentiels
En tant que pesticides, ce sont des biocides puissants, qui peuvent localement et plus ou moins durablement polluer l'air, l'eau, le sol et affecter les écosystèmes qui en dépendent.

Dans certains cas, les produits intermédiaires de dégradation peuvent également être toxiques ou agir en synergie avec d'autres polluants.
Des organophosphorés sont utilisés dans d'autres domaines que l'agriculture, par exemple par l'aviation comme lubrifiant et fluide hydraulique et son impact sur la santé et la sécurité des vols est une question qui fait débat. Pour mettre en lumière leurs préoccupations, les employés des compagnies aériennes ont fondé en 2001 une association à but non lucratif connue sous le nom d’Aviation Organophosphate (AOPIS).
Purdey (1998) suggère que les organophosphorés, en particulier le Phosmet, pourraient être responsables de l’épidémie d’encéphalopathie spongiforme bovine (ESB). Un comité scientifique de sécurité alimentaire diligenté par l’Union européenne a examiné les éléments de preuve et n'a pas trouvé de lien de cause à effet.
Les effets de l'intoxication par les organophosphorés sont faciles à mémoriser à l'aide du procédé mnémotechnique SLUDGEM (hyper Salivation, Larmoiement, émission d’Urines, diaphorèse (ou Défécation), hypermotricité Gastrique, Vomissements, Myosis)

### Effets sur la santé des enfants, des adultes
Leur absorption au-delà d'une certaine dose conduit à la mort. 

À moindre dose une intoxication aiguë est possible. Et à faible dose, des troubles neurologiques, du développement, de l'attention ou du comportement peuvent être induits chez l'enfant exposé.
Les effets des faibles niveaux de plusieurs organophosphorés sur le développement du cerveau du fœtus, des nourrissons et des enfants ont été également documentés, en particulier les organophosphonates.
Les enfants, et plus encore les jeunes enfants, y sont plus sensibles et vulnérables que les adultes, et (hors cas accidentels d'empoisonnement par ingestion ou contact direct), l'absorption se ferait en premier lieu par la consommation de fruits et légumes issus de l'agriculture industrielle. Quand l'individu a été en contact avec du methyl parathion durant l'enfance, certains effets néfastes pour la santé semblent perdurer. En âge préscolaire, des différences neurocomportementales significatives sont observées entre enfants d'agriculteurs ou d'ouvriers agricoles et enfants de non-agriculteurs (résultats et réflexes moins bons aux tests psychomoteurs.
La contamination de la population est importante dans les pays riches, et inconnue dans les pays pauvres (hormis quelques cas étudiés en zone tropicale). Les études confirment que les métiers agricoles et le fait d'être épouse ou enfant d'agriculteur augmente le risque de contamination des urines par des métabolites d'organophosphorés . Les adolescents semblent moins vulnérables que les enfants, mais une exposition chronique semble conduire aussi à une baisse de performances aux tests avec les années . Manipuler des pesticides est un facteur de risque de déficit de performance aux tests neurocomportementaux. On a montré chez les enfants et adolescents qui épandent en Égypte des pesticides sur les champs de coton que l'exposition induit des déficits cognitifs, et que - en moyenne -  plus longue est l'exposition, pire sont les effets.

Les doses minimales auxquelles les effets à court, moyen ou long terme peuvent se faire sentir ne font cependant pas encore l'objet de consensus.
Aux États-Unis le Food Quality Protection Act (FQPA), adopté en 1996, a chargé l’Agence de protection de l'environnement (EPA) de procéder dans les 10 ans à un bilan des effets de  tous les pesticides sur la santé et l'environnement, en commençant par les organophosphorés. Le processus a pris plus de temps que prévu, mais a abouti récemment à la conclusion qu’il fallait éliminer ou modifier des milliers d'utilisations. 
De nombreux groupes de recherche non-gouvernementaux, ainsi que le bureau de l'inspecteur général de l'EPA, ont fait part de leurs préoccupations sur le fait que l’étude n'a pas pris en compte les effets neurotoxiques sur le développement des fœtus et des enfants, qui font partie d’un axe de développement pour la recherche.  Un groupe d'éminents scientifiques de l'EPA a envoyé une lettre à l'administrateur en chef, Stephen Johnson, déplorant l'absence de données sur les recherches en neurotoxicité dans l’étude. De nouvelles études ont montré une toxicité pour les organismes en développement au cours de certaines "périodes critiques" à des doses beaucoup plus faibles que celles qu’on soupçonnait précédemment de provoquer des dommages.
Dans les années 2000 des études ont continué à suggérer un lien entre l'exposition chronique à de faibles niveaux  d’organophosphorés et des effets neuropsychiatriques et comportementaux. Jamal a suggéré le terme de COPIND, ou "Chronic Organophosphate-Induced Neurologic Dysfunction", Abou Donia le terme d’OPICN, ou Organophosphate-Induced Chronic Neuropathy pour décrire ces effets. Les études suggèrent également des effets auditifs et vestibulaires due l'exposition aux organophosphate ,.
Une étude américaine s'est fondée sur 1 139 enfants des États-Unis, âgés de 8 à 15 ans, suivis dans le cadre d'une étude épidémiologique nationale (National Health and Nutrition Examination Survey) et dont 119 répondaient aux critères de définition du syndrome). Elle a conclu que les enfants exposés à des concentrations importantes de pesticides organophosphorés via les fruits et légumes souffrent plus souvent de troubles de déficit de l'attention/hyperactivité (TDAH). Une relation dose-effet semble exister : les enfants ayant les taux urinaires les plus élevés du principal métabolite organophosphates (phosphates dialkylés et spécialement le dimethyl alkylphosphate dit DMAP). Pour le métabolite le plus souvent trouvé (dimethyl thiophosphate), les enfants dont l'urine en contenait plus que la médiane des concentrations détectables présentaient deux fois plus de risque de souffrir de TDAH que ceux qui en présentaient des doses indétectables. Les auteurs rappellent qu'environ 40 molécules différentes d'organophosphates sont homologués par l'EPA  et qu'environ 33 000 tonnes de pesticides ont été répandues en 2001 dans ce pays.

#### Ginger Jake
Un exemple frappant de polyneuropathie est survenu à l’époque de la prohibition des années 1930, dans le sud et le Middle Ouest des États-Unis avec l’apparition de faiblesse et de douleurs des bras et des jambes après consommation de substances "médicinales" comme substituts de l’alcool. La boisson, appelée "Ginger Jake", contenait un extrait frelaté de ginger ale jamaïcaine contenant du tri-ortho-crésyl phosphate (TOCP) qui a provoqué des dommages neurologiques partiellement réversibles. Les lésions entraînaient une boiterie, le "Jake Leg" ou le "Jake Walk" qui sont des termes fréquemment utilisés dans la musique blues de l’époque. L'Europe et le Maroc ont connu deux foyers d'empoisonnement par de l'huile alimentaire et des produits abortifs contaminés respectivement par le TOCP.

## Traitement
L’atropine peut être utilisée comme antidote en association avec la pralidoxime, même s’il a été constaté que le recours à des  oximes n’apportait aucun bénéfice, ou pouvait être néfaste, dans au moins deux méta-analyses,. L’atropine bloque le système nerveux parasympathique, ainsi que l’action du nerf vague sur le cœur.
La littérature toxicologique sur les effets persistants de l'intoxication aiguë ou d’une exposition à long terme à de faibles niveaux est assez complète. 
Des symptômes de polyneuropathies induites par les organophosphorés, qui entraînent la dégénérescence des nerfs périphériques, ont été notés plusieurs semaines après l'exposition à certains organophosphorés.